# Município de Londonderry (condado de Guernsey, Ohio)
O município de Londonderry (em inglês: Londonderry Township) é um município localizado no condado de Guernsey no estado estadounidense de Ohio. No ano de 2010 tinha uma população de 727 habitantes e uma densidade populacional de 7,71 pessoas por km².

## Geografia
O município de Londonderry encontra-se localizado nas coordenadas 40° 07′ 02″ N, 81° 17′ 15″ O. Segundo a Departamento do Censo dos Estados Unidos, o município tem uma superfície total de 94.24 km², da qual 94,15 km² correspondem a terra firme e (0,1 %) 0,09 km² é água.

## Demografia
Segundo o censo de 2010, tinha 727 pessoas residindo no município de Londonderry. A densidade populacional era de 7,71 hab./km². Dos 727 habitantes, o município de Londonderry estava composto pelo 96,97 % brancos, o 1,93 % eram afroamericanos, o 0,69 % eram amerindios, o 0,14 % eram asiáticos, o 0,14 % eram de outras raças e o 0,14 % eram de uma mistura de raças. Do total da população o 0,28 % eram hispanos ou latinos de qualquer raça.